# Европейски комитет на регионите
Европейският комитет на регионите (КР) е асамблеята на представителите на местните и регионалните власти в Европейския съюз (ЕС) (т.е. на властите на поднационално равнище, а именно регионите, областите, провинциите, общините и градовете), която им дава възможност за пряко изразяване в рамките на институционалната структура на ЕС.
Основан през 1994 г., КР има за цел да работи по два основни въпроса. Първо, близо три четвърти от законодателството на ЕС се прилага на местно или регионално равнище, така че е логично местните и регионалните власти да имат думата в създаването на новите закони на ЕС. Второ, поради възникналата загриженост за нарастващата дистанция между обществеността и процеса на европейска интеграция, един от начините за скъсяването ѝ беше да се привлече за участие най-близкото до гражданите равнище на управление на изборни начала.

## История
В рамките на Европейския съюз местните и регионалните власти настояваха мнението им по европейските въпроси да има по-голяма тежест. Това доведе до създаването на Европейския Комитет на регионите с Договора от Маастрихт, както и до клауза, според която държавите членки се представляват в Съвета на ЕС от министрите от регионалните си администрации.

## Принципи
Работата на Комитета се базира на три основни принципа:
Субсидиарност
Този принцип, залегнал в Договорите едновременно със създаването на КР, означава, че решенията в Европейския съюз следва да се вземат на възможно най-близкото до гражданите равнище. С други думи Европейският съюз не бива да се занимава със задачи, които ще бъдат по-добре решени от националните, регионалните или местните администрации.
Близост
Всички равнища на управление би трябвало да се стремят да бъдат „близо до гражданите“, по-специално като организират работата си по прозрачен начин. Така хората ще знаят кой за какво отговаря и към кого да се обърнат, за да бъдат изслушани.
Партньорство
Стабилно европейско управление означава европейските, националните, регионалните и местните власти да работят заедно – четирите равнища са незаменими и трябва да бъдат включени отначало докрай в процеса на вземане на решения в „многостепенното управление“.

## Обхват
Договорите задължават Европейската комисия и Съвета на Европейския съюз да се консултират с Комитета на регионите всеки път, когато в определени области се правят нови предложения, които имат отражение на регионално или местно равнище. Извън тези области Комисията, Съветът и Европейският парламент имат възможността да се консултират с КР по даден въпрос, ако считат, че съответното предложение има важни последствия на регионално или местно ниво. КР може също така да изготвя становища по собствена инициатива, което му позволява да добавя въпроси в дневния ред на ЕС.
КР получи правото (привилегирования статут) да сезира Съда на Европейския съюз с влизането в сила на Договора от Лисабон, който вече е ратифициран от всички държави членки на ЕС (член 8 от Протокол № 2 относно прилагането на принципите на субсидиарност и на пропорционалност).

## Състав
КР има 329 пълноправни членове и още толкова заместници, като броят им от всяка държава членка на ЕС е приблизително пропорционален на населението ѝ. Броят членове от всяка страна е следният:
| Страни-членки      | Членове |
| ------------------ | ------- |
| Германия           | 24      |
| Франция            | 24      |
| Италия             | 24      |
| Испания            | 21      |
| Полша              | 21      |
| Румъния            | 15      |
| Холандия           | 12      |
| Гърция             | 12      |
| Чехия              | 12      |
| Белгия             | 12      |
| Унгария            | 12      |
| Португалия         | 12      |
| Швеция             | 12      |
| България           | 12      |
| Австрия            | 12      |
| Словакия           | 9       |
| Дания              | 9       |
| Хърватия           | 9       |
| Финландия          | 9       |
| Република Ирландия | 9       |
| Литва              | 9       |
| Латвия             | 7       |
| Словения           | 7       |
| Естония            | 7       |
| Кипър              | 6       |
| Люксембург         | 6       |
| Малта              | 5       |
| Общо               | 329     |

## Вътрешна структура
Председател
Председателят, избран от пленарната асамблея за срок от две години и половина, ръководи работата на Комитета, председателства пленарните сесии и официално представлява КР. Настоящият председател, избран на 12 юли 2017 г., е Карл-Хайнц Ламберц (Белгия / Партия на европейските социалисти, ПЕС), сенатор, представляващ немскоезичната общност в Белгия.
| Председател на КР                                | Председателство              | Националност | Европейска политическа група      |
| ------------------------------------------------ | ---------------------------- | ------------ | --------------------------------- |
| Вашку Алвъш Кордейру Азорски острови             | 2022 г. –                    | португалец   | Партия на европейските социалисти |
| Апостолос Цицикостас Централна Македония         | 2020 г. – 2022 г.            | грък         | Европейска народна партия         |
| Карл-Хайнц Ламберц Немскоезична общност в Белгия | 2017 г. – 2020 г.            | белгиец      | Партия на европейските социалисти |
| Марку Маркула Финландия                          | 2015 г. – 2017 r.            | финландец    | Европейска народна партия         |
| Мишел Льобрен Валония                            | 2014 г. – 2015 г. (временно) | белгиец      | Европейска народна партия         |
| Рамон Луис Валкарсел Сисо Мурсия                 | 2012 г. – 2014 г.            | испанец      | Европейска народна партия         |
| Мерчедес Бресо Пиемонт                           | 2010 г. – 2012 г.            | италианка    | Партия на европейските социалисти |
| Люк Ван ден Бранде Фландрия                      | 2008 г. – 2010 г.            | белгиец      | Европейска народна партия         |
| Мишел Делбар Дюнкерк, регион Нор-Па дьо Кале     | 2006 г. – 2008 г.            | французин    | Партия на европейските социалисти |
| Петер Щауб Баден-Вюртемберг                      | 2004 г. – 2006 г.            | германец     | Европейска народна партия         |
| Сър Албърт Бор Бирмингам                         | 2002 г. – 2004 г.            | британец     | Партия на европейските социалисти |
| Йос Шабер Брюкселски столичен регион             | 2000 г. – 2002 г.            | белгиец      | Европейска народна партия         |
| Манфред Дамайер Северен Рейн-Вестфалия           | 1998 г. – 2000 г.            | германец     | Партия на европейските социалисти |
| Паскуал Марагар и Мира Барселона, Каталония      | 1996 г. – 1998 г.            | испанец      | Партия на европейските социалисти |
| Жак Блан Лангедок-Русийон                        | 1994 г. – 1996 г.            | французин    | Европейска народна партия         |

Първи заместник-председател
Първият заместник-председател също се избира от пленарната асамблея за срок от две години и половина и замества председателя, когато последният отсъства. За първи заместник-председател на Европейския комитет на регионите на 12 юли 2017 г. беше избран Марку Маркула (Финландия / Европейска народна партия, ЕНП), член на Градския съвет на Еспоо.
Бюро
Бюрото е управителният орган на Комитета на регионите. То се състои от 61 членове: председател, първи заместник-председател, 27 заместник-председатели (по един от всяка държава членка), председателите на политическите групи в Комитета на регионите и други 26 членове от националните делегации, като по този начин постига баланс на националното и политическото представителство. По правило Бюрото провежда седем или осем заседания годишно, изготвя политическата програма на КР и дава указания на администрацията за прилагане на взетите от него решения.
Пленарна асамблея
Шест пъти годишно членовете на Комитета на регионите се събират на пленарна сесия в Брюксел за разглеждане и приемане на становища, доклади и резолюции.
Комисии на КР
Комитетът на регионите организира работата си с помощта на вътрешни комисии, специализирани в актуални области:
- CIVEX – Комисия по гражданство, управление, институционални въпроси и външни работи;
- COTER – Комисия по политика на териториално сближаване и бюджет на ЕС;
- ECON – Комисия по икономическа политика;
- ENVE – Комисия по околна среда, изменение на климата и енергетика;
- NAT – Комисия по природни ресурси, включително селско стопанство;
- SEDEC – Комисия по социална политика, образование, заетост и култура.

Те изготвят проектостановища и провеждат конференции и семинари на теми от областта на своите компетенции. Всяка комисия наброява около 100 членове (всеки член може да членува в две комисии) и се подпомага от секретариат от администрацията. Специална Комисия по финансови и административни въпроси (CAFA) съветва Бюрото.
Политически групи
В Комитета на регионите има пет политически групи: на Европейската народна партия (ЕНП), на Европейските консерватори и реформисти (ЕКР), на Партията на европейските социалисти (ПЕС), на Алианса на либералите и демократите за Европа (АЛДЕ) и на Европейския алианс (EА). Преди важни заседания всяка политическа група свиква своите членове за определяне на общи позиции.
Председателски съвет
Председателят на КР, първият заместник-председател, председателите на политическите групи и генералният секретар се събират на Председателски съвет преди всяка пленарна сесия и други важни заседания за постигане на политически консенсус по стратегически въпроси.
Национални делегации
В Комитета на регионите има и 28 национални делегации Архив на оригинала от 2014-09-12 в Wayback Machine.. Преди пленарните сесии и други събития членовете се събират по национални делегации за обсъждане на общи позиции.
Генерален секретар
Генералният секретар се избира за срок от пет години от Бюрото. Като ръководител на администрацията на Комитета на регионите генералният секретар не може да има политически мандат. Той отговаря за прилагането на взетите от председателя и Бюрото решения и за гладкото функциониране на административните служби. Понастоящем от 1 септември 2014 г. генерален секретар е Иржи Бурянек.
Генерален секретариат
Генералният секретариат се състои от пет дирекции: „Членове и пленарни сесии“, „Законодателна дейност 1“, „Законодателна дейност 2“, „Комуникация“ и „Човешки ресурси и финанси“. Дирекциите „Логистика“ и „Писмени преводи“ се управляват съвместно с Европейския икономически и социален комитет.

## Работа
Становища
Европейската комисия, Съветът на министрите и Европейският парламент се консултират с Комитета на регионите при изготвяне на законодателни текстове (директиви, регламенти и др.), които се отнасят към области, засягащи местните и регионални власти. Проектотекстовете се предават на компетентната комисия на Комитета за разглеждане. След това се определя докладчик, на когото се възлага изготвянето на становището на Комитета. Това проектостановище трябва да бъде прието от комисията на КР, преди да бъде разгледано на пленарна сесия. След като пленарната асамблея го одобри, становището се изпраща до всички европейски институции и се публикува в Официален вестник на Европейския съюз.
Резолюции
Резолюциите са възможност за Комитета да изрази своята гледна точка по важни и актуални въпроси. Политическите групи в КР или 32 от членовете на КР могат да изготвят резолюции.
Проучвания и други публикации
Комитетът на регионите извършва проучвания на различни аспекти на регионалното и местно измерение на ЕС (образование, транспорт, социални въпроси, разширяване и др.). Те се изготвят с помощта на външни експерти. КР изготвя и публикации, насочени към широката общественост или към факторите на местно и регионално равнище, като целта е да разясни дейността си или да предостави информация по актуални политически въпроси.
Събития
В ролята си на място за срещи на регионите и градовете, в сътрудничество с регионални и местни партньори и с други европейски институции, КР организира конференции, семинари и изложби. Веднъж годишно по време на Европейската седмица на регионите и градовете (Дните на отворените врати) КР е домакин на хиляди участници в оживени дискусии и на гости, търсещи партньори за осъществяване на съвместни проекти.

## Хронология
1992 г. – Договор от Маастрихт
Ръководителите на ЕС вземат решение за създаване на Комитета на регионите (КР) като консултативна асамблея, която да предоставя възможност на регионите и градовете да изразят своето мнение в процеса на вземане на решения в ЕС и която да действа като директна връзка между Брюксел и гражданите. Съгласно договора Европейската комисия и Съветът на министрите са длъжни да се консултират с КР по важните въпроси от регионален интерес. Членовете на КР се определят от правителствата на държавите членки и имат четиригодишен мандат. КР провежда първата си пленарна сесия в през март 1994 г. в Брюксел.
1995 г. – Разширяване на ЕС
С присъединяването на Австрия, Финландия и Швеция към ЕС броят на членовете на КР нараства от 189 на 222.
1997 г. – Договор от Амстердам
Правомощията на КР се разширяват и обхващат около две трети от законодателните предложения на ЕС. Освен това Договорът предвижда възможност Европейският парламент да се консултира с Комитета.
2001 г. – Договор от Ница
Договорът подчертава демократичната легитимност на КР, като изисква членовете да заемат изборна длъжност в дадена местна или регионална власт или да носят политическа отговорност пред изборен орган. Броят на членовете на КР е ограничен до 350.
2002 – 2003 г. – Конвент за бъдещето на Европа
Членове на КР вземат участие в Конвента, натоварен с изготвянето на Конституция на Европа. Текстът признава изрично ролята и правомощията на местните и регионалните власти и предоставя на КР правото да внася искове в Съда на европейските общности за оспорване на законодателни текстове на Общността, които не отговарят на принципа на субсидиарността.
Май 2004 г. – Разширяване на ЕС
С присъединяването на още десет държави към ЕС броят на членовете на Комитета на регионите нараства от 222 на 317.
Февруари 2006 г. – Нов мандат
КР започва нов четиригодишен мандат. Политическите му приоритети включват засилване на ролята на местните и регионалните власти в съответствие с Лисабонската стратегия за растеж и работни места, укрепване на сближаването и солидарността и поемане на водеща роля в кампанията „Местен подход в общуването на тема Европа“ с цел приближаване на ЕС до неговите граждани.
Януари 2007 г. – Разширяване на ЕС
С присъединяването на България и Румъния броят на членовете на Комитета на регионите се увеличава от 317 на 344.
Декември 2009 г. – Договор от Лисабон
Договорът от Лисабон потвърждава правото на КР да сезира Съда на ЕС в защита на правомощията си и принципа на субсидиарността – право, което вече е признато от Конвента за бъдещето на ЕС. Това ново правомощие укрепва политическата роля на КР, тъй като му позволява да действа по-ефективно в подкрепа на регионалните и местните власти на европейската сцена. Договорът от Лисабон удължи срока на мандата на членовете на Комитета от 4 на 5 години.
Юли 2013 г. – Pазширяване на ЕС
С присъединяването на Хърватия броят на членовете на Комитета на регионите нарасна от 344 на 353 (впоследствие ще стане 350).